# Paul Gleason
Paul Gleason (Jersey City, 4 maggio 1939 – Burbank, 27 maggio 2006) è stato un attore statunitense.
Attivo sia al cinema che in televisione, è noto per i ruoli del funzionario governativo Beeks in Una poltrona per due (1983), del preside Vernon in Breakfast Club (1985), e dell'ispettore capo Robinson in Trappola di cristallo (1988).

## Biografia
Paul Xavier Gleason nacque a Jersey City il 4 maggio 1939, e in seguito si trasferì a Miami, dove frequentò la Florida State University. Giocò a football americano e tra il 1958 e il 1960 militò in serie minori di baseball. Quando vide al cinema Splendore nell'erba, nel 1961, decise di diventare un attore. Studiò all'Actors Studio di New York e debuttò a Broadway con gli spettacoli The Gingerbread Lady di Neil Simon, un revival di The Front Page, e un adattamento di Qualcuno volò sul nido del cuculo. Tra il 1976 e il 1978 recitò nella soap opera La valle dei pini, nel ruolo del dottor David Thornton, e partecipò a due episodi della serie A-Team.
Nel 1983 interpretò il ruolo del funzionario governativo Clarence Beeks nel film di John Landis Una poltrona per due, e due anni dopo fu diretto da John Hughes in Breakfast Club (1985), dove interpretò il ruolo del preside Vernon; furono questi due ruoli, insieme a quelli dell'ispettore capo Dwayne T Robinson in Trappola di cristallo (1988) di John McTiernan, che gli diedero notevole popolarità presso il pubblico. In seguito interpretò ruoli da guest star in numerose serie televisive, quali Friends, The District, Dawson's Creek e Cold Case.

## Vita privata
Gleason fu sposato dal 1971 al 1978 con Candy Moore, e dal 1995 al 2006 con Susan Kehl, dalla quale ebbe due figlie, Shannon e Kaitlin. L'attore morì in California il 27 maggio 2006, all'età di 67 anni, a causa di un mesotelioma.

## Filmografia

### Cinema
- Il giorno dopo la fine del mondo (Panic in Year Zero!), regia di Ray Milland (1962)
- Winter A-Go-Go, regia di Richard Benedict (1965)
- C'mon, Let's Live a Little, regia di David Butler (1967)
- Private Duty Nurses, regia di George Armitage (1971)
- Dimmi, dove ti fa male? (Where Does It Hurt?), regia di Rod Amateau (1972)
- Hit Man, regia di George Armitage (1972)
- Little Laura and Big John, regia di Luke Moberly (1973)
- Doc Savage, l'uomo di bronzo (Doc Savage: The Man of Bronze), regia di Michael Anderson (1975)
- Squadra d'assalto antirapina (Vigilante Force), regia di George Armitage (1976)
- Il grande Santini (The Great Santini), regia di Lewis John Carlino (1979)
- He Knows You're Alone, regia di Armand Mastroianni (1980)
- Bronx 41º distretto di polizia (Fort Apache the Bronx), regia di Daniel Petrie (1981)
- Arturo (Arthur), regia di Steve Gordon (1981)
- Caccia implacabile (The Pursuit of D.B. Cooper), regia di Roger Spottiswoode e Buzz Kulik (non accreditato) (1981)
- Un tenero ringraziamento (Tender Mercies), regia di Bruce Beresford (1983)
- Una poltrona per due (Trading Places), regia di John Landis (1983)
- Breakfast Club (The Breakfast Club), regia di John Hughes (1985)
- Morgan Stewart's Coming Home regia di Paul Aaron (come Alan Smithee) e Terry Winsor (come Alan Smithee) (1987)
- Forever, Lulu, regia di Amos Kollek (1987)
- Fantasmi ad Hollywood (Hollywood Monster), regia di Roland Emmerich (1987)
- Lifted, regia di Salomé Breziner (1988)
- Un amore rinnovato (She's Having a Baby), regia di John Hughes (1988)
- La grande promessa (Johnny Be Good), regia di Bud S. Smith (1988)
- Trappola di cristallo (Die Hard), regia di John McTiernan (1988)
- Night Game (partita con la morte) (Night Game), regia di Peter Masterson (1989)
- Nightmare Beach - la spiaggia del terrore, regia di Umberto Lenzi (come Harry Kirkpatrick) (1989)
- Miami Blues, regia di George Armitage (1990)
- Miss Miliardo: una favola moderna (Rich Girl), regia di Joel Bender (1991)
- Un amore di genio (Wishman), regia di Mike Marvin (1992)
- The Waiter, regia di Doug Ellin (1993)
- Palle in canna (Loaded Weapon 1), regia di Gene Quintano (1993)
- Maniac Cop 3 - Il distintivo del silenzio (Maniac Cop III: Badge of Silence), regia di William Lustig e Joel Soisson (1993)
- Wild Cactus, regia di Jag Mundhra (1993)
- Limite estremo (Boiling Point), regia di James B. Harris (1993)
- Running Cool, regia di Beverly Sebastian e Ferd Sebastian (1993)
- Nothing to Lose, regia di Izidore K. Musallam (1994)
- Una vita difficile (In the Living Years), regia di John Harwood (1994)
- Inviati molto speciali (I Love Trouble), regia di Charles Shyer (1994)
- There Goes My Baby regia di Floyd Mutrux (1994)
- Digital Man, regia di Phillip J. Roth (1995)
- A Time to Revenge, regia di John Harwood (1997)
- Shadow Program - Programma segreto (Shadow Conspiracy), regia di George P. Cosmatos (1997)
- Traffico di diamanti (Money Talks), regia di Brett Ratner (1997)
- Day at the Beach, regia di Nick Veronis (1998)
- Best of the Best 4: Without Warning regia di Phillip Rhee (1998)
- Codice criminale (No Code of Conduct), regia di Bret Michaels (1998)
- Conflitto fatale (The Giving Tree), regia di Cameron Thor (2000)
- Red Letters, regia di Bradley Battersby (2000)
- The Organization, regia di Gregory Storm (2001)
- Social Misfits, regia di Rene Villar Rios (2001)
- The Myersons, regia di Todd Hurvitz e Andy Weiss (2001)
- Non è un'altra stupida commedia americana (Not Another Teen Movie), regia di Joel Gallen (2001)
- Maial college (Van Wilder), regia di Walt Becker (2002)
- Abominable, regia di Ryan Schifrin (2006)
- The Book of Caleb, regia di Matthew von Manahan (2008)
- The Passing, regia di John Harwood (2011)

### Televisione
- Petticoat Junction – serie TV, episodio 4x02 (1966)
- It's About Time – serie TV, episodio 1x19 (1967)
- Il Calabrone Verde (The Green Hornet) – serie TV, episodio 1x22 (1967)
- Gli invasori (The Invaders) – serie TV, episodio 1x01 (1967)
- F.B.I. (The F.B.I.) – serie TV, episodio 4x11 (1968)
- Dove vai Bronson? (Then Came Bronson) – serie TV, episodio 1x03 (1969)
- Adam-12 – serie TV, 4 episodi (1971-1974)
- Missione impossibile (Mission: Impossible) – serie TV, episodio 7x03 (1972)
- Banacek – serie TV, episodio 1x03 (1972)
- Colombo (Columbo) – serie TV, episodio 5x03 (1975)
- La valle dei pini (All My Children) – serial TV (1976-1978)
- Women at West Point – film TV (1979)
- Ike – miniserie TV, 2 episodi (1979)
- Ike: The War Years – film TV (1980)
- Another Life – serie TV (1982-1983)
- A-Team (The A-Team) – serie TV, episodi 3x04-4x21 (1984-1986)
- Top Secret (Scarecrow and Mrs. King) – serie TV, episodio 1x16 (1984)
- Mai dire sì (Remington Steele) – serie TV, episodio 2x17 (1984)
- New York New York (Cagney & Lacey) – serie TV, episodio 3x02 (1984)
- Squadriglia top secret (Call to Glory) – serie TV, episodio 1x04 (1984)
- Hardcastle & McCormick (Hardcastle and McCormick) – serie TV, episodio 2x03 (1984)
- Riptide – serie TV, episodi 1x07-2x06 (1984)
- Hill Street giorno e notte (Hill Street Blues) – serie TV, episodi 5x08-5x09 (1984)
- Magnum, P.I. – serie TV, episodio 5x11 (1984)
- La grande sfida (Challenge of a Lifetime) – film TV (1985)
- Dallas – serie TV, episodi 8x26-8x27-8x28 (1985)
- Anything for Love – film TV (1985)
- Il ritorno degli Ewoks (Ewoks: The Battle for Endor) – film TV (1985)
- Doubletake – film TV (1985)
- Kate e Allie (Kate & Allie) – serie TV, episodio 3x18 (1986)
- Miami Vice – serie TV, episodio 3x01 (1986)
- La piccola grande Nell (Gimme a Break!) – serie TV, episodio 6x11 (1986)
- Un giustiziere a New York (The Equalizer) – serie TV, episodio 2x09 (1986)
- Superior Court – serie TV (1986)
- L'ultimo cavaliere elettrico (Sidekicks) – serie TV, episodio 1x20 (1987)
- Falcon Crest – serie TV, episodio 6x23 (1987)
- La bella e la bestia (Beauty and the Beast) – serie TV, episodio 1x08 (1987)
- Supercarrier – serie TV, episodio pilota (1988)
- La signora in giallo (Murder, She Wrote) – serie TV, 4 episodi (1988-1992)
- Starting Now – film TV (1989)
- Una famiglia come le altre (Life Goes On) – serie TV, episodio 1x03 (1989)
- Spooner – film TV (1989)
- 21 Jump Street – serie TV, episodio 4x01 (1989)
- Detective Stryker (B.L. Stryker) – serie TV, episodio 2x03 (1990)
- Le inchieste di Padre Dowling (Father Dowling Mysteries) – serie TV, episodio 2x04 (1990)
- Hardball – serie TV, episodio 1x10 (1990)
- Married People – serie TV, episodio 1x03 (1990)
- Il sapore dell'inganno (Fourth Story) – film TV (1991)
- Avvocati a Los Angeles (L.A. Law) – serie TV, episodio 5x19 (1991)
- I racconti della cripta (Tales from the Crypt) – serie TV, episodio 3x07 (1991)
- False Arrest – film TV (1991)
- Blue Jeans (The Wonder Years) – serie TV, episodio 6x03 (1992)
- Majority Rule – film TV (1992)
- Hawaii missione speciale (One West Waikiki) – serie TV, 19 episodi (1994-1996)
- Lois & Clark - Le nuove avventure di Superman (Lois & Clark: The New Adventures of Superman) – serie TV, episodio 1x16 (1994)
- La rivincita dei Nerds 4 (Revenge of the Nerds IV: Nerds in Love) – film TV (1994)
- Seinfeld - serie TV, episodio 5x22 (1994)
- Dark Skies - Oscure presenze (Dark Skies) – serie TV, episodio 1x01 (1996)
- Lost on Earth – serie TV, 6 episodi (1997)
- Crescere, che fatica! (Boy Meets World) – serie TV, episodi 5x03-5x04 (1997)
- NewsRadio – serie TV, episodio 4x03 (1997)
- Walker Texas Ranger (Walker, Texas Ranger) – serie TV, episodio 6x08 (1997)
- Grace Under Fire – serie TV, episodio 5x06 (1997)
- Nash Bridges – serie TV, episodio 4x10 (1998)
- Melrose Place – serie TV, episodio 7x19 (1998)
- Chicago Hope – serie TV, episodio 5x16 (1999)
- L'atelier di Veronica (Veronica's Closet) – serie TV, episodio 3x02 (1999)
- The Drew Carey Show – serie TV, episodio 5x03 (1999)
- Un detective in corsia (Diagnosis Murder) – serie TV, episodio 7x10 (1999)
- Friends – serie TV, episodio 6x16 (2000)
- Beyond Belief: Fact or Fiction – serie TV, episodio 3x08 (2000)
- The District – serie TV, episodio 1x14 (2001)
- Cursed – serie TV, episodio 1x13 (2001)
- Dead Last – serie TV, episodio 1x04 (2001)
- Sun Gods – film TV (2002)
- Fastlane – serie TV, episodio pilota (2002)
- The Guardian – serie TV, episodio 2x09 (2002)
- Dragnet – serie TV, episodio 1x08 (2003)
- Dawson's Creek – serie TV, episodi 6x11-6x17 (2003)
- Malcolm (Malcolm in the Middle) – serie TV, episodi 5x21-5x22 (2004)
- Drake & Josh – serie TV, episodio 2x14 (2004)
- Cold Case - Delitti irrisolti (Cold Case) – serie TV, episodio 2x11 (2005)
- George Lopez – serie TV, episodio 4x13 (2005)

## Doppiatori italiani
Nelle versioni in italiano delle opere in cui ha recitato, Paul Gleason è stato doppiato da:
- Sandro Iovino in Caccia implacabile, Breakfast Club
- Sergio Di Stefano in Top Secret, Un amore rinnovato
- Gino La Monica in La signora in giallo (ep. 9x01), Cold Case - Delitti irrisolti
- Gianni Marzocchi in Un tenero ringraziamento
- Paolo Poiret in Una poltrona per due
- Alessandro Rossi in La grande promessa
- Stefano De Sando in Trappola di cristallo
- Romano Ghini in La signora in giallo (ep. 6x04)
- Gianni Giuliano in La signora in giallo (ep. 7x19)
- Paolo Marchese in Palle in canna
- Michele Kalamera in Inviati molto speciali
- Romano Malaspina in Hawaii: missione speciale
- Ennio Coltorti in Traffico di diamanti
- Sandro Sardone in Non è un'altra stupida commedia americana
- Dario Penne in Maial College
- Luigi Montini in Malcolm